# Hamilton Tiger-Cats

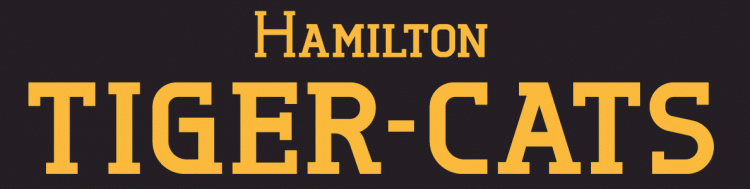

Hamilton Tiger-Cats je profesionální tým kanadského fotbalu, který byl založen v roce 1950. Tým vznikl se spojením dvou týmů,což byli Hamilton Tigers a Hamilton Wild Cats. Tiger-Cats hrají domácí kanadskou fotbalovou ligu ve východní divizi. Domácí zápasy odehrávají na stadionu Tim Hortons Field, jehož kapacita dosahuje až 40 000 diváků. Za svou existenci dokázal vyhrát 8 ligových titulů.